# Aero Chord
Aero Chord (richtiger Name Alex Vlastaras; * 8. November 1991) ist ein griechischer Musikproduzent und DJ, der vor allem Trap produziert, aber auch andere Musikstile in der EDM.

## Geschichte
Aero Chord begann seine Karriere 2011. Vlastaras sprach in seinem Interview 2013 mit Your EDM über die Ursprünge des Namens Aero Chord und äußerte: „Nun, mein Name war nicht leicht zu entscheiden. Ich habe mindestens 2 Monate gebraucht. Ich sah durch Namensgeneratoren und kombinierte ihre Ausgaben endlos, bis etwas Gutes, Bedeutungsvolles und Einzigartiges auftauchte. Als ich Aero Chord sah, klickte es einfach. Ich begann im Alter von 14 Jahren zu produzieren, inspiriert von einem Cousin von mir habe ich damals Goa und Psy-Trance gemacht und mir bei meinen ersten Schritten mit Reason geholfen. Ich habe in meinem Leben nicht oft als Aero Chord aufgelegt, ich wusste einfach, dass ich Produktionen durchmachen muss, um Anerkennung zu bekommen, also habe ich keinen Sinn darin gesehen.“ Seit Beginn seiner musikalischen Karriere ist Vlastaras bei Monstercat unter Vertrag und veröffentlichte unter dem Label zahlreiche Songs, zuletzt „Resistance“ und „Borneo“ (letzterer neben Produzent Wolfgang Gartner).

## Karriere
Vlastaras hat seine Musik auf Monstercat, High Intensity, Trap and Bass und anderen Plattenlabels veröffentlicht. Seine Tracks werden häufig auf Festivals von anderen populären Künstlern der elektronischen Musikszene gespielt, wie Diplo, Skrillex, DJ Snake und RL Grime.
Nachdem er auf Festivals wie Spring Awakening und Carnival of Bass gespielt hatte, startete Vlastaras seine erste Nordamerika-Tour im Juni 2015.
Vlastaras Track „Surface“ wurde durch YouTube-Video-Intros, Unterhaltungsvideos verschiedener YouTube-Persönlichkeiten und der Need-for-Speed-Gameplay-Demo auf der Electronic Entertainment Expo 2015 bekannt gemacht. Ab 17. Oktober 2016 wurden über 35 Millionen Aufrufe auf YouTube gezählt. „Ctrl Alt Destruction“, „Boundless“ und „Break Them“ werden auch häufig in verschiedenen YouTube-Videos verwendet.
Im April 2017 wurde „Surface“, als erstes seiner Lieder, mit Gold ausgezeichnet.

## Anschuldigungen
Am 25. Juni 2020 wurde Vlastaras von der Britischen Sängerin und Musikproduzentin MYLK der sexuellen Belästigung beschuldigt, die bis 2014 zurückreichen. Monstercat beendete alle Beziehungen mit Vlastaras an jenem Tag.

## Diskografie

### Monstercat-Veröffentlichungen

#### Singles
- Aero Chord – Surface (23. April 2014) — #23 bei Billboard Twitter Emerging Artists
- Aero Chord – Boundless (7. Oktober 2014)
- Aero Chord – Break Them (feat. Anna Yvette) (24. November 2014)
- Aero Chord – Saiko (18. Mai 2015)
- Razihel & Aero Chord – Titans (22. Juni 2015)
- Aero Chord – 4U (3. August 2015)
- Aero Chord & Klaypex – Be Free (25. November 2015)
- Aero Chord – Resistance (17. Januar 2017)
- Wolfgang Gartner & Aero Chord – Borneo (7. April 2017)
- Aero Chord – Drop It (12. Juli 2017)
- Aero Chord – Shadows (feat. Nevve) (27. Februar 2018)
- Aero Chord – Play Your Part

Love & Hate EP (14. Oktober 2016)
- Aero Chord – The 90s
- Aero Chord – Wanchu Back
- Aero Chord x Fractal – Until The End (feat. Q’AILA)
- Aero Chord – Kid’s Play
- Aero Chord x Tylor Maurer – Gone

#### Remixes
- Televisor – Old Skool (27. September 2013)
- SCNDL – The Munsta (17. Juni 2014)
- Excision & Pegboard Nerds – Bring The Madness (feat. Mayor Apeshit) (23. März 2015)

### Weitere Veröffentlichungen

#### Singles
1. Aero Chord – Warrior of the Night
2. Aero Chord x GAWTBASS – Secret
3. Aero Chord – Ricochet
4. Aero Chord – Chord Splitter
5. Aero Chord – Warfare
6. Aero Chord – BLVDE
7. Aero Chord feat. DDARK – Shootin’ Stars [NCS Release]
8. Aero Chord – Time Leap [NCS Release]
9. Aero Chord – Prime Time
10. Aero Chord – Mortar
11. Aero Chord x Yuki - No Half Steppin’
12. Aero Chord – Android Talk
13. Aero Chord – Fight Theme
14. Aero Chord – Ctrl Alt Destrucion
15. Aero Chord – Battle Cry
16. Aero Chord – By My Hand
17. Aero Chord – Mechanical Mayhem
18. Aero Chord – Bouzouki
19. Aero Chord – Barracuda
20. Aero Chord – Heart Attack
21. Aero Chord & Anuka – Incomplete [NCS Release]
22. Aero Chord & Danyka Nadeau – Attention
23. Aero Chord & Kirsten Collins – Confession
24. Aero Chord & Norman Perry – SVNSET

#### Remixes
1. Bro Safari – „Scumbag“ (Aero Chord remix)
2. Major Lazer x DJ Snake feat. MØ – „Lean On“ (Aero Chord bootleg)
3. Jack Ü feat. Bunji Garlin – „Jungle Bae“ (Aero Chord remix)
4. Jessie J feat. 2 Chainz – „Burnin’ Up“ (Aero Chord remix)
5. Revolvr and Genesis, featuring Splitbreed – „Unstoppable“ (Aero Chord remix)
6. LeKtriQue and Seek N Destroy – „Atomic“ (Aero Chord remix)
7. Calvin Harris – „Summer“ (Aero Chord bootleg)
8. Knife Party – „LRAD“ (Aero Chord's karnivalstep remix)
9. The Pitcher – „Savor Time“ (Aero Chord remix)
10. Martin Garrix & Firebeatz – „Helicopter“ (Aero Chord remix)
11. The Chainsmokers – „Selfie“ (Aero Chord’s dub flip)
12. Krewella – „Live for the Night“ (Aero Chord remix)
13. Botnek & 3LAU – „Vikings“ (Aero Chord remix)
14. Bang La Decks – „Utopia“ (Aero Chord’s festival trap remix)
15. Pegboard Nerds – „20K“ (Aero Chord remix)
16. Showtek & Noisecontrollers - Get Loose (When The Beat Drops) [Aero Chord remix]
17. Alex Balog feat. Edward McEvenue – „Never Stop“ (Aero Chord remix)
18. Protohype – „Fly“ (Aero Chord remix)
19. Diamond Pistols feat. Anna Yvette – „Twerk“ (Aero Chord remix)
20. Dada Life – „Bass Don’t Cry“ (Aero Chord remix)
21. Dada Life – „Kick Out The Epic Mother**cker“ (Aero Chord's censored remix)
22. Dada Life – „So Young So High“ (Aero Chord’s Trapped Out remix)
23. Dada Life – „Arrive Beautiful Leave Ugly“ (Aero Chord remix)
24. Bro Safari x UFO! – „Drama“ (Aero Chord remix)
25. Dimitri Vegas & Like Mike vs Dvbbs & Borgeous – „STAMPEDE“ (Aero Chord's festival trap bootleg)
26. Pegboard Nerds & Tristam – „Razor Sharp“ (Aero Chord remix)
27. W&W – „Thunder“ (Aero Chords festival trap remix)
28. Astronaut – „Apollo“ (Aero Chord remix)
29. Zomboy – „Vancouver Beatdown“ (Aero Chord remix)
30. Above & Beyond feat. Zoë Johnston – „Fly To New York“ (Aero Chord remix)
31. Justin Bieber – „What Do You Mean“ (Aero Chord remix)
32. GTA feat. Sam Bruno – „Red Lips“ (Aero Chord remix)
33. Pegboard Nerds & Nghtmre feat. Krewella – „Superstar“ (Aero Chord remix)
34. Kodak Black feat. Travis Scott & Offset – „ZEZE“ (Aero Chord remix)
35. DJ Snake feat. Selena Gomez, Ozuna & Cardi B – „Taki Taki“ (Aero Chord remix)